# Brogberg
Der Brogberg ist ein 567 Meter hoher Berg im Pfälzerwald westlich von Iggelbach, einem Ortsteil von Elmstein. Nordöstlich des Berges entspringt der Iggelbach, an seiner Südwestflanke der Blattbach. Der Brogberg befindet sich komplett auf der Gemarkung der Gemeinde Elmstein.

## Tourismus
Über den Brogberg verläuft ein Wanderweg, der mit einem grün-gelben Kreuz markiert ist. 

## Karten
- Topographische Karte 1:50.000, herausgegeben vom Landesvermessungsamt Rheinland-Pfalz 1993
- Brogberg im Landschaftsinformationssystem der Naturschutzverwaltung Rheinland-Pfalz